# Iciligorgia macrocalyx
Iciligorgia macrocalyx is een zachte koraalsoort uit de familie Anthothelidae. De koraalsoort komt uit het geslacht Iciligorgia. Iciligorgia macrocalyx werd in 1911 voor het eerst wetenschappelijk beschreven door Nutting. 